# Stinson L-1 Vigilant

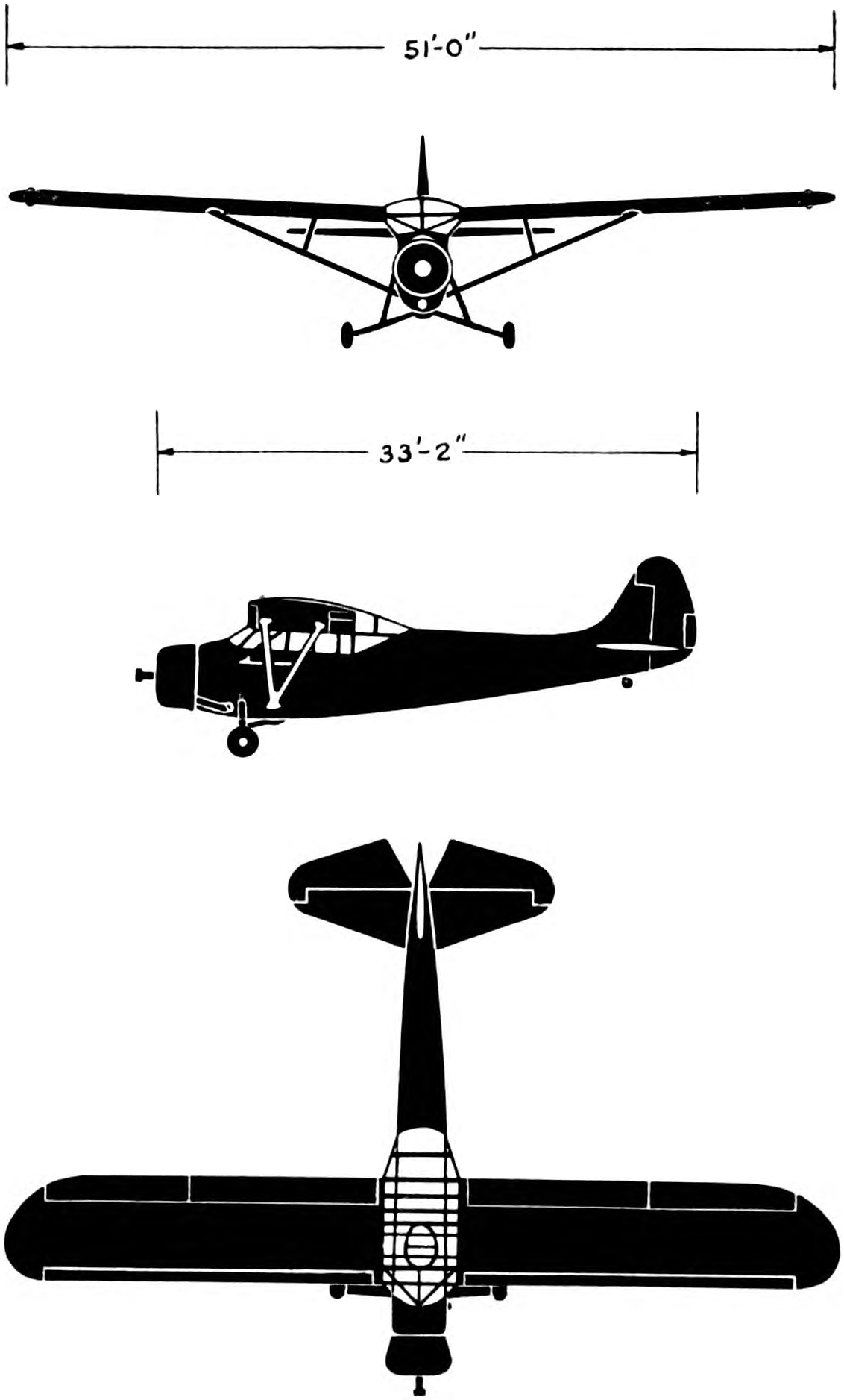
Схематичне зображення літака «Стінсон» L-1 «Віджілент»

«Стінсон» L-1 «Віджілент» (англ. Stinson L-1 Vigilant) — американський одномоторний літак спостереження-зв'язку виробництва компанії Stinson Aircraft Company, що перебував на озброєнні Корпусу Повітряних сил армії США під кодовою назвою O-49 до 1942 року.

## Історія
«Віджілент» було розроблено на замовлений 1938 року Повітряним корпусом армії США конкурс на проектування двомісного легкого літака спостереження. Після того, як Fieseler Storch німецького виробництва було продемонстровано на 4-й міжнародній авіаційній виставці в Цюриху у 1937 році, матеріально-технічний відділ повітряного корпусу в Райт-Філді розробив техніко-економічне обґрунтування створення подібного літака. Програма розробки була затверджена в січні 1938 року, дизайн і специфікації було визначено у квітні 1938 року, а пропозиція для офіційного оголошення вимог до прототипів на конкурс була оприлюднена виробникам у серпні 1938 року. Stinson (пізніше підрозділ Vultee) виграв контракт на суму 1,5 мільйона доларів у порівнянні з 11 конкурентами, обійшовши Bellanca YO-50 і Ryan YO-51 Dragonfly.
«Стінсон» виграв контракт із початковим замовленням на 100 літаків. «Віджілент» був монопланом із радіальним двигуном і високим крилом із великими закрилками з прорізами на задній кромці та автоматичними предкрилками з повним розмахом для роботи на низькій швидкості, великій підйомній силі та на коротких полях для посадки. Прототип Model 74 отримав армійське позначення YO-49 для оцінки, 15 липня 1940 року перший політ здійснив льотчик-випробувач Аль Шрамм.
Літак був побудований з хромомолібденових сталевих труб і покритий легованою бавовняною тканиною; капот двигуна та фюзеляж, передня частина крила, були повністю закриті алюмінієм. Поверхні управління і хвостове оперення були покриті пластинами нержавіючої сталі. Поршневий двигун Lycoming приводився вручну інерційним стартером і був оснащений пропелером постійної швидкості Hamilton Standard. Принаймні 12 переобладнаних санітарних машин було оснащено поплавцями Edo 49-4000 (водотоннажністю 4000 фунтів) для посадки та зльоту літаків-амфібій.
«Стінсон» L-1 «Віджілент» використовувався в різних ролях, таких як буксирування навчальних планерів, виявлення позицій артилерії, зв'язку, аварійно-рятувальних робіт, транспортування припасів і спеціальних розвідувальних місій. Пізніше з компанією було укладено інший контракт на O-49A, який мав трохи довший фюзеляж та інші зміни в обладнанні. У квітні 1942 року літаки отримали позначення L-1 і L-1A (зв'язку). До 17 літаків L-1 і 96 L-1A було виділено британським Королівським ПС згідно з Законом про ленд-ліз. Королівські ПС позначили літак Vigilant Mk I і Vigilant Mk II відповідно. Генерал Гаррі Крірар, командувач 1-ю канадською армією в Європі під час Другої світової війни, мав у своєму особистому використанні літак «Віджілент».

## Модифікації

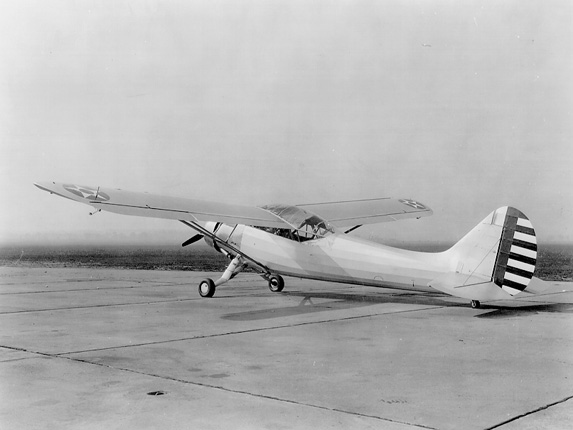
«Віджілент» на злітній смузі авіабази Паттерсон

- Stinson Model 74 — перший прототип літака компанії Stinson
- O-49 Vigilant — серійний варіант літака для Корпусу Повітряних сил армії США. 142 одиниці
- L-1 Vigilant — оновлена нумерація літака O-49 з 1942 року
- O-49A Vigilant — версія літака з подовженим на 33 см фюзеляжем. 182 одиниці побудовано
- O-49B Vigilant — варіант санітарно-евакуаційного літака. 3-4 перероблені екземпляри
- L-1A Vigilant — оновлена нумерація літака O-49A з 1942 року
- L-1B Vigilant — оновлена нумерація літака O-49B з 1942 року
- L-1C Vigilant — санітарний літак. 113 перероблених екземплярів L-1A
- L-1D Vigilant — навчальний планерний буксир, переобладнаний з 14 до 21 літаків L-1A
- L-1E Vigilant — санітарний літак. 7 перероблених екземплярів L-1
- L-1F Vigilant — санітарний літак. 5 перероблених екземплярів L-1A
- Vigilant Mk I — британська назва літака L-1, 14-17 поставлено за ленд-лізом
- Vigilant Mk II — британська назва літака L-1A, 96 виділено; від 13 о 54 поставлено за ленд-лізом
- CQ-2 Vigilant — найменування ВМС США для літака L-1A переробленого на спостерігач — контролер ураження цілей

## Країни-оператори
- Велика Британія
  -  Королівські ПС Великої Британії
- США
  -  Повітряний корпус Армії США

## Літаки, схожі за призначенням, ТТХ та епохою застосування
| - Miles Messenger - Westland Lysander - IMAM Ro.63 - Henschel Hs 126 - Fieseler Fi 156 Storch | - Siebel Si 201 - Heinkel He 46 - RWD-14 Czapla - LWS-3 Mewa - Lublin R-XIII | - По-2 - Р-5 - IAR 37 - Aeronca L-3 - Bellanca YO-50 | - Douglas O-43 - Taylorcraft L-2 - North American O-47 - Repülőgépgyár Levente II - ANF Les Mureaux 113 | - Caudron Simoun - Kokusai Ki-76 |